# Gattyana ciliata
Gattyana ciliata är en ringmaskart som beskrevs av Moore 1902. Gattyana ciliata ingår i släktet Gattyana och familjen Polynoidae. Arten har ej påträffats i Sverige. Inga underarter finns listade i Catalogue of Life.